# Major Crimes/Episodenliste

Logo zur Serie

Diese Episodenliste enthält alle Episoden der US-amerikanischen Krimiserie Major Crimes, sortiert nach der US-amerikanischen Erstausstrahlung. Die Fernsehserie umfasst sechs Staffeln mit 105 Episoden.

## Übersicht
| Staffel | Episodenanzahl | Erstausstrahlung USA | Erstausstrahlung USA | Deutschsprachige Erstausstrahlung | Deutschsprachige Erstausstrahlung |
| Staffel | Episodenanzahl | Staffelpremiere      | Staffelfinale        | Staffelpremiere                   | Staffelfinale                     |
| ------- | -------------- | -------------------- | -------------------- | --------------------------------- | --------------------------------- |
| 1       | 10             | 13. August 2012      | 15. Oktober 2012     | 12. September 2013                | 14. November 2013                 |
| 2       | 19             | 10. Juni 2013        | 13. Januar 2014      | 2. April 2014                     | 20. November 2014                 |
| 3       | 19             | 9. Juni 2014         | 12. Januar 2015      | 3. Dezember 2014                  | 22. April 2015                    |
| 4       | 23             | 8. Juni 2015         | 14. März 2016        | 2. März 2016                      | 13. Oktober 2016                  |
| 5       | 21             | 13. Juni 2016        | 12. April 2017       | 4. Januar 2017                    | 15. November 2017                 |
| 6       | 13             | 31. Oktober 2017     | 9. Januar 2018       | 18. Januar 2019                   | 1. März 2019                      |

## Staffel 1
Die Erstausstrahlung der ersten Staffel war vom 13. August bis zum 15. Oktober 2012 auf dem US-amerikanischen Fernsehsender TNT zu sehen. Die deutschsprachige Erstausstrahlung sendete der österreichische Free-TV-Sender ATV vom 12. September bis zum 14. November 2013.
| Nr. (ges.) | Nr. (St.) | Deutscher Titel    | Originaltitel             | Erstausstrahlung USA | Deutschsprachige Erstausstrahlung (A) | Regie            | Drehbuch                     | Zuschauer (USA) |
| ---------- | --------- | ------------------ | ------------------------- | -------------------- | ------------------------------------- | ---------------- | ---------------------------- | --------------- |
| 1          | 1         | Neues Spiel        | Reloaded                  | 13. Aug. 2012        | 12. Sep. 2013                         | Michael M. Robin | James Duff                   | 7,18 Mio.       |
| 2          | 2         | Sport ist Mord     | Before and After          | 20. Aug. 2012        | 19. Sep. 2013                         | Steve Robin      | Steven Kane                  | 5,40 Mio.       |
| 3          | 3         | Tödlicher Cocktail | Medical Causes            | 27. Aug. 2012        | 26. Sep. 2013                         | Paul McCrane     | Michael Alaimo               | 5,74 Mio.       |
| 4          | 4         | Der Informant      | The Ecstasy and the Agony | 3. Sep. 2012         | 3. Okt. 2013                          | Arvin Brown      | Adam Belanoff                | 5,87 Mio.       |
| 5          | 5         | Kidnapping         | Citizen’s Arrest          | 10. Sep. 2012        | 10. Okt. 2013                         | David McWhirter  | Duppy Demetrius              | 4,96 Mio.       |
| 6          | 6         | Rivalen            | Out of Bounds             | 17. Sep. 2012        | 17. Okt. 2013                         | Rick Wallace     | Ralph Gifford & Carson Moore | 4,67 Mio.       |
| 7          | 7         | Rufmord            | The Shame Game            | 24. Sep. 2012        | 24. Okt. 2013                         | Leo Geter        | Leo Geter                    | 4,30 Mio.       |
| 8          | 8         | Falsche Spuren     | Dismissed with Prejudice  | 1. Okt. 2012         | 31. Okt. 2013                         | Jon Tenney       | Jim Leonard                  | 4,17 Mio.       |
| 9          | 9         | Vergiftet          | Cheaters Never Prosper    | 8. Okt. 2012         | 7. Nov. 2013                          | Stacey K. Black  | Mike Berchem                 | 4,33 Mio.       |
| 10         | 10        | Der einzige Zeuge  | Long Shot                 | 15. Okt. 2012        | 14. Nov. 2013                         | Sheelin Choksey  | Michael Alaimo               | 5,13 Mio.       |

## Staffel 2
Die Erstausstrahlung der zweiten Staffel war vom 10. Juni 2013 bis zum 13. Januar 2014 auf dem US-amerikanischen Fernsehsender TNT zu sehen. Die deutschsprachige Erstausstrahlung der ersten 13 Episoden wurde vom 2. April bis zum 16. Juli 2014 auf dem deutschen Sender VOX gezeigt; die der restlichen Episoden erfolgte vom 16. Oktober bis zum 20. November 2014 auf dem österreichischen Sender ATV.
| Nr. (ges.) | Nr. (St.) | Deutscher Titel     | Originaltitel              | Erstausstrahlung USA | Deutschsprachige Erstausstrahlung (D/A) | Regie             | Drehbuch                                 | Zuschauer (USA) |
| ---------- | --------- | ------------------- | -------------------------- | -------------------- | --------------------------------------- | ----------------- | ---------------------------------------- | --------------- |
| 11         | 1         | Die letzte Klappe   | Final Cut                  | 10. Juni 2013        | 2. Apr. 2014                            | Roxann Dawson     | Leo Geter                                | 5,02 Mio.       |
| 12         | 2         | Date mit dem Tod    | False Pretenses            | 17. Juni 2013        | 9. Apr. 2014                            | Arvin Brown       | Michael Alaimo                           | 3,90 Mio.       |
| 13         | 3         | Schmutziger Deal    | Under the Influence        | 24. Juni 2013        | 16. Apr. 2014                           | David McWhirter   | Duppy Demetrius                          | 4,55 Mio.       |
| 14         | 4         | Lug und Trug        | I, Witness                 | 1. Juli 2013         | 23. Apr. 2014                           | Steve Robin       | Adam Belanoff                            | 4,73 Mio.       |
| 15         | 5         | Identität           | D.O.A.                     | 8. Juli 2013         | 30. Apr. 2014                           | Paul McCrane      | Ralph Gifford & Carson Moore             | 4,62 Mio.       |
| 16         | 6         | Tödlicher Wunsch    | Boys Will Be Boys          | 15. Juli 2013        | 7. Mai 2014                             | Anthony Hemingway | Jim Leonard                              | 5,06 Mio.       |
| 17         | 7         | Gegner wider Willen | Rules of Engagement        | 22. Juli 2013        | 14. Mai 2014                            | David McWhirter   | Mike Berchem & James Duff                | 5,38 Mio.       |
| 18         | 8         | Späte Rache         | The Deep End               | 29. Juli 2013        | 21. Mai 2014                            | Rick Wallace      | Michael Alaimo                           | 4,99 Mio.       |
| 19         | 9         | Trautes Heim        | There’s No Place Like Home | 5. Aug. 2013         | 28. Mai 2014                            | Leo Geter         | Duppy Demetrius                          | 5,12 Mio.       |
| 20         | 10        | Tiefer Fall         | Backfire                   | 12. Aug. 2013        | 4. Juni 2014                            | Sheelin Choksey   | Adam Belanoff                            | 5,31 Mio.       |
| 21         | 11        | Posterboy           | Poster Boy                 | 19. Aug. 2013        | 11. Juni 2014                           | Michael M. Robin  | Leo Geter                                | 5,29 Mio.       |
| 22         | 12        | Killerdosis         | Pick Your Poison           | 25. Nov. 2013        | 2. Juli 2014                            | Steve Robin       | Jim Leonard                              | 3,66 Mio.       |
| 23         | 13        | Der Lockvogel       | Jailbait                   | 2. Dez. 2013         | 16. Juli 2014                           | Michael M. Robin  | Ralph Gifford & Carson Moore             | 4,21 Mio.       |
| 24         | 14        | Rien ne va plus     | All In                     | 9. Dez. 2013         | 16. Okt. 2014                           | Anthony Hemingway | James Duff & Mike Berchem                | 3,72 Mio.       |
| 25         | 15        | Gestohlene Kindheit | Curve Ball                 | 16. Dez. 2013        | 23. Okt. 2014                           | Jon Tenney        | Michael Alaimo                           | 4,36 Mio.       |
| 26         | 16        | Unter Druck         | Risk Assessment            | 23. Dez. 2013        | 30. Okt. 2014                           | Stacey K. Black   | Duppy Demetrius                          | 4,48 Mio.       |
| 27         | 17        | Explosiv            | Year-End Blowout           | 30. Dez. 2013        | 6. Nov. 2014                            | David McWhirter   | Leo Geter & Ralph Gifford & Carson Moore | 5,22 Mio.       |
| 28         | 18        | Tödliche Botschaft  | Return to Sender (1)       | 6. Jan. 2014         | 13. Nov. 2014                           | Rick Wallace      | Michael Alaimo                           | 4,95 Mio.       |
| 29         | 19        | Der Deal            | Return to Sender (2)       | 13. Jan. 2014        | 20. Nov. 2014                           | James Duff        | Adam Belanoff                            | 5,43 Mio.       |

## Staffel 3
Die Erstausstrahlung der dritten Staffel war vom 9. Juni 2014 bis zum 12. Januar 2015 auf dem US-amerikanischen Fernsehsender TNT zu sehen. Die deutschsprachige Erstausstrahlung sendete der deutsche Free-TV-Sender VOX vom 3. Dezember 2014 bis zum 22. April 2015.
| Nr. (ges.) | Nr. (St.) | Deutscher Titel         | Originaltitel      | Erstausstrahlung USA | Deutschsprachige Erstausstrahlung (D) | Regie             | Drehbuch                                                        | Zuschauer (USA) |
| ---------- | --------- | ----------------------- | ------------------ | -------------------- | ------------------------------------- | ----------------- | --------------------------------------------------------------- | --------------- |
| 30         | 1         | Spurlos                 | Flight Risk        | 9. Juni 2014         | 3. Dez. 2014                          | David McWhirter   | Michael Alaimo                                                  | 5,16 Mio.       |
| 31         | 2         | Ein freier Tag          | Personal Day       | 16. Juni 2014        | 10. Dez. 2014                         | Rick Wallace      | Duppy Demetrius                                                 | 4,64 Mio.       |
| 32         | 3         | Das Testament           | Frozen Assets      | 23. Juni 2014        | 17. Dez. 2014                         | Paul McCrane      | Adam Belanoff                                                   | 4,91 Mio.       |
| 33         | 4         | Alibi                   | Letting It Go      | 30. Juni 2014        | 7. Jan. 2015                          | Steve Robin       | Jim Leonard & Damani Johnson                                    | 5,06 Mio.       |
| 34         | 5         | Mit allen Mitteln       | Do Not Disturb     | 7. Juli 2014         | 14. Jan. 2015                         | Sheelin Choksey   | Ralph Gifford & Carson Moore                                    | 4,86 Mio.       |
| 35         | 6         | Jane Doe                | Jane Doe #38       | 14. Juli 2014        | 21. Jan. 2015                         | Steve Robin       | Michael Alaimo & Kendall Sherwood                               | 5,25 Mio.       |
| 36         | 7         | Die Spur der Katze      | Two Options        | 21. Juli 2014        | 28. Jan. 2015                         | Michael M. Robin  | James Duff & Mike Berchem                                       | 5,56 Mio.       |
| 37         | 8         | Mord in Serie           | Cutting Loose      | 28. Juli 2014        | 4. Feb. 2015                          | Roxann Dawson     | Duppy Demetrius                                                 | 5,85 Mio.       |
| 38         | 9         | Rache ist süß           | Sweet Revenge      | 4. Aug. 2014         | 11. Feb. 2015                         | David McWhirter   | Adam Belanoff                                                   | 5,24 Mio.       |
| 39         | 10        | Frauenhandel            | Zoo Story          | 11. Aug. 2014        | 18. Feb. 2015                         | Michael M. Robin  | Leo Geter & Jim Leonard                                         | 5,73 Mio.       |
| 40         | 11        | Familienplanung         | Down the Drain     | 24. Nov. 2014        | 25. Feb. 2015                         | Steve Robin       | Duppy Demetrius                                                 | 2,94 Mio.       |
| 41         | 12        | Tödliches Versprechen   | Party Foul         | 1. Dez. 2014         | 4. März 2015                          | Rick Wallace      | Michael Alaimo                                                  | 4,02 Mio.       |
| 42         | 13        | Ausgespielt             | Acting Out         | 8. Dez. 2014         | 11. März 2015                         | Sheelin Choksey   | Adam Belanoff                                                   | 3,59 Mio.       |
| 43         | 14        | Tödlicher Freispruch    | Trial by Fire      | 15. Dez. 2014        | 18. März 2015                         | Stacy K. Black    | Ralph Gifford & Carson Moore                                    | 3,53 Mio.       |
| 44         | 15        | Kettenreaktion          | Chain Reaction     | 22. Dez. 2014        | 25. März 2015                         | David McWhirter   | Kendall Sherwood                                                | 3,82 Mio.       |
| 45         | 16        | Reingelegt              | Leap of Faith      | 29. Dez. 2014        | 1. Apr. 2015                          | Jon Tenney        | Damani Johnson                                                  | 4,43 Mio.       |
| 46         | 17        | Interna                 | Internal Affairs   | 5. Jan. 2015         | 8. Apr. 2015                          | Anthony Hemingway | Michael Alaimo                                                  | 4,31 Mio.       |
| 47         | 18        | Machtspiele             | Special Master (1) | 12. Jan. 2015        | 15. Apr. 2015                         | Steve Robin       | Handlung: Mike Berchem Schauspiel: Ralph Gifford & Carson Moore | 3,74 Mio.       |
| 48         | 19        | Im Zeichen des Schützen | Special Master (2) | 12. Jan. 2015        | 22. Apr. 2015                         | Leo Geter         | Handlung: Mike Berchem Schauspiel: Leo Geter & Jim Leonard      | 3,49 Mio.       |

## Staffel 4
Die Erstausstrahlung der vierten Staffel war vom 8. Juni 2015 bis zum 14. März 2016 auf dem US-amerikanischen Fernsehsender TNT zu sehen. Die deutschsprachige Erstausstrahlung der ersten 12 Episoden sendete der deutsche Free-TV-Sender VOX vom 2. März bis zum 1. Juni 2016. Die restlichen Episoden wurden vom 4. August bis zum 13. Oktober 2016 vom österreichischen Free-TV-Sender ATV erstausgestrahlt.
| Nr. (ges.) | Nr. (St.) | Deutscher Titel        | Originaltitel          | Erstausstrahlung USA | Deutschsprachige Erstausstrahlung (D/A) | Regie            | Drehbuch                       | Zuschauer (USA) |
| ---------- | --------- | ---------------------- | ---------------------- | -------------------- | --------------------------------------- | ---------------- | ------------------------------ | --------------- |
| 49         | 1         | 24 Rosen               | A Rose Is a Rose       | 8. Juni 2015         | 2. März 2016                            | David McWhirter  | Duppy Demetrius                | 3,99 Mio.       |
| 50         | 2         | Kopfsache              | Sorry I Missed You     | 15. Juni 2015        | 9. März 2016                            | Sheelin Choksey  | Kendall Sherwood               | 3,81 Mio.       |
| 51         | 3         | Infiziert              | Open Line              | 22. Juni 2015        | 16. März 2016                           | Rick Wallace     | Ralph Gifford & Carson Moore   | 4,24 Mio.       |
| 52         | 4         | Streng nach Vorschrift | Turn Down              | 29. Juni 2015        | 23. März 2016                           | Paul McCrane     | Adam Belanoff                  | 4,39 Mio.       |
| 53         | 5         | Verrat                 | Snitch                 | 6. Juli 2015         | 30. März 2016                           | Steve Robin      | Damani Johnson                 | 4,02 Mio.       |
| 54         | 6         | Knochenjäger           | Personal Effects       | 13. Juli 2015        | 6. Apr. 2016                            | Sylvain White    | Michael Adaimo                 | 4,19 Mio.       |
| 55         | 7         | Good Cops, bad Cops    | Targets of Opportunity | 20. Juli 2015        | 13. Apr. 2016                           | Michael Robin    | Jim Leonard                    | 4,31 Mio.       |
| 56         | 8         | Lösegeld               | Hostage to Fortune     | 27. Juli 2015        | 20. Apr. 2016                           | Paul McCrane     | Adam Belanoff                  | 4,38 Mio.       |
| 57         | 9         | Im Netz                | Wish You Were Here     | 3. Aug. 2015         | 27. Apr. 2016                           | Paul McCrane     | Adam Belanoff                  | 4,57 Mio.       |
| 58         | 10        | Der Sohn der Richterin | Fifth Dynasty          | 10. Aug. 2015        | 18. Mai 2016                            | Michael M. Robin | Kendall Sherwood               | 4,48 Mio.       |
| 59         | 11        | Hoch gepokert          | Four of a Kind         | 2. Nov. 2015         | 25. Mai 2016                            | Rick Wallace     | Ralph Gifford & Carson Moore   | 2,22 Mio.       |
| 60         | 12        | Blackout               | Blackout               | 9. Nov. 2015         | 1. Juni 2016                            | David McWhirter  | Damani Johnson                 | 2,60 Mio.       |
| 61         | 13        | Kamera läuft!          | Reality Check          | 16. Nov. 2015        | 4. Aug. 2016                            | Sheelin Choksey  | Michael Alaimo                 | 2,55 Mio.       |
| 62         | 14        | Harte Woche            | Taking the Fall        | 23. Nov. 2015        | 11. Aug. 2016                           | Stacey K. Black  | Jim Leonard & Nick Zayas       | 2,49 Mio.       |
| 63         | 15        | Absturz                | The Jumping Off Point  | 30. Nov. 2015        | 18. Aug. 2016                           | Nzingha Stewart  | Leo Geter & Michaela Zara      | 3,69 Mio.       |
| 64         | 16        | Blutige Diamanten      | Thick as Thieves       | 7. Dez. 2015         | 25. Aug. 2016                           | Jon Tenney       | Kendall Sherwood               | 3,29 Mio.       |
| 65         | 17        | Weißer Tod             | #FindKaylaWeber        | 14. Dez. 2015        | 1. Sep. 2016                            | David Harp       | Duppy Demetrius                | 3,00 Mio.       |
| 66         | 18        | Todesstrafe            | Penalty Phase          | 21. Dez. 2015        | 13. Okt. 2016                           | Michael M. Robin | Adam Belanoff                  | 3,69 Mio.       |
| 67         | 19        | Zurück auf Anfang (1)  | Hindsight (1)          | 15. Feb. 2016        | 8. Sep. 2016                            | Michael M. Robin | Adam Belanoff                  | 3,08 Mio.       |
| 68         | 20        | Zurück auf Anfang (2)  | Hindsight (2)          | 22. Feb. 2016        | 15. Sep. 2016                           | Stacey K. Black  | Damani Johnson                 | 3,19 Mio.       |
| 69         | 21        | Zurück auf Anfang (3)  | Hindsight (3)          | 29. Feb. 2016        | 22. Sep. 2016                           | Patrick G. Duffy | Ralph Gifford & Carson Moore   | 2,94 Mio.       |
| 70         | 22        | Zurück auf Anfang (4)  | Hindsight (4)          | 7. März 2016         | 29. Sep. 2016                           | Leo Geter        | Michael Alaimo                 | 3,49 Mio.       |
| 71         | 23        | Zurück auf Anfang (5)  | Hindsight (5)          | 14. März 2016        | 6. Okt. 2016                            | Michael Robin    | Duppy Demetrius & Mike Berchem | 3,31 Mio.       |

## Staffel 5
Die Erstausstrahlung der fünften Staffel ist seit dem 13. Juni 2016 auf dem US-amerikanischen Fernsehsender TNT zu sehen. Die deutschsprachige Erstausstrahlung wurde vom 4. Januar bis zum 15. November 2017 beim deutschen Free-TV-Sender VOX gesendet.
| Nr. (ges.) | Nr. (St.) | Deutscher Titel        | Originaltitel     | Erstausstrahlung USA | Deutschsprachige Erstausstrahlung (D) | Regie            | Drehbuch         | Zuschauer (USA) |
| ---------- | --------- | ---------------------- | ----------------- | -------------------- | ------------------------------------- | ---------------- | ---------------- | --------------- |
| 72         | 1         | Abgeschoben            | Present Tense     | 13. Juni 2016        | 4. Jan. 2017                          | Sheelin Choksey  | Damani Johnson   | 3,62 Mio.       |
| 73         | 2         | Sex, Drogen und Videos | N.S.F.W.          | 20. Juni 2016        | 11. Jan. 2017                         | Sylvain White    | Kendall Sherwood | 3,66 Mio.       |
| 74         | 3         | Geheimmission          | Foreign Affairs   | 27. Juni 2016        | 18. Jan. 2017                         | Nzingha Stewart  | Carson Moore     | 3,99 Mio.       |
| 75         | 4         | Unter die Haut         | Skin Deep         | 11. Juli 2016        | 25. Jan. 2017                         | Steve Robin      | Adam Belanoff    | 3,92 Mio.       |
| 76         | 5         | Abkassiert             | Cashed Out        | 18. Juli 2016        | 1. Feb. 2017                          | Paul McCrane     | Ralph Gifford    | 3,72 Mio.       |
| 77         | 6         | Touristenfalle         | Tourist Trap      | 25. Juli 2016        | 8. Feb. 2017                          | Rick Wallace     | Duppy Demetrius  | 3,65 Mio.       |
| 78         | 7         | Ein Mann sieht rot     | Moral Hazard      | 1. Aug. 2016         | 15. Feb. 2017                         | David McWhirter  | Nick Zayas       | 3,65 Mio.       |
| 79         | 8         | Serien-Mörder          | Off the Wagon     | 15. Aug. 2016        | 22. Feb. 2017                         | Stacey K. Black  | Michael Zara     | 3,18 Mio.       |
| 80         | 9         | Geschiedene Leute      | Family Law        | 22. Aug. 2016        | 1. März 2017                          | David Harp       | Mike Berchem     | 3,94 Mio.       |
| 81         | 10        | Dead Zone              | Dead Zone         | 29. Aug. 2016        | 8. März 2017                          | Patrick Duffy    | Kendall Sherwood | 3,98 Mio.       |
| 82         | 11        | Verblendet (1)         | White Lies (1)    | 5. Sep. 2016         | 15. März 2017                         | Michael M. Robin | James Duff       | 4,14 Mio.       |
| 83         | 12        | Verblendet (2)         | White Lies (2)    | 12. Sep. 2016        | 22. März 2017                         | Sheelin Choksey  | Damani Johnson   | 3,29 Mio.       |
| 84         | 13        | Verblendet (3)         | White Lies (3)    | 19. Sep. 2016        | 22. März 2017                         | Michael M. Robin | Carson Moore     | 3,10 Mio.       |
| 85         | 14        | Herzversagen           | Heart Failure     | 22. Feb. 2017        | 18. Okt. 2017                         | Nzingha Stewart  | Ralph Gifford    | 1,93 Mio.       |
| 86         | 15        | Reingewaschen          | Cleared History   | 1. März 2017         | 18. Okt. 2017                         | Jennifer Phang   | Adam Belanoff    | 2,28 Mio.       |
| 87         | 16        | Quid Pro Quo           | Quid Pro Quo      | 8. März 2017         | 25. Okt. 2017                         | Sylvain White    | Michael Zara     | 2,48 Mio.       |
| 88         | 17        | Aus heiterem Himmel    | Dead Drop         | 15. März 2017        | 25. Okt. 2017                         | Stacey K. Black  | Nick Zayas       | 2,26 Mio.       |
| 89         | 18        | Bösartig               | Bad Blood         | 22. März 2017        | 1. Nov. 2017                          | Steve Robin      | Kendall Sherwood | 2,37 Mio.       |
| 90         | 19        | Fahrerflucht           | Intersection      | 29. März 2017        | 1. Nov. 2017                          | Rick Wallace     | Damani Johnson   | 2,44 Mio.       |
| 91         | 20        | Schockwellen (1)       | Shockwave, Part 1 | 5. Apr. 2017         | 8. Nov. 2017                          | Patrick G. Duffy | Ralph Gifford    | 2,43 Mio.       |
| 92         | 21        | Schockwellen (2)       | Shockwave, Part 2 | 12. Apr. 2017        | 15. Nov. 2017                         | Michael M. Robin | Duppy Demetrius  | 2,89 Mio.       |

## Staffel 6
Am 18. Januar 2017 verlängerte TNT die Serie um eine 13-teilige sechste Staffel, die vom 31. Oktober 2017 bis zum 9. Januar 2018 auf dem Sender TNT gesendet wurde. Die deutschsprachige Erstausstrahlung erfolgt seit dem 18. Januar 2019 beim deutschen Pay-TV-Sender TNT Serie.
| Nr. (ges.) | Nr. (St.) | Deutscher Titel      | Originaltitel             | Erstausstrahlung USA | Deutschsprachige Erstausstrahlung (D) | Regie             | Drehbuch                      | Zuschauer (USA) |
| ---------- | --------- | -------------------- | ------------------------- | -------------------- | ------------------------------------- | ----------------- | ----------------------------- | --------------- |
| 93         | 1         | Stadt der Träume (1) | Sanctaury City: Part 1    | 31. Okt. 2017        | 18. Jan. 2019                         | Michael M. Robin  | James Duff                    | 1,75 Mio.       |
| 94         | 2         | Stadt der Träume (2) | Sanctaury City: Part 2    | 7. Nov. 2017         | 18. Jan. 2019                         | Paul McCrane      | Kendall Sherwood              | 1,77 Mio.       |
| 95         | 3         | Stadt der Träume (3) | Sanctaury City: Part 3    | 14. Nov. 2017        | 25. Jan. 2019                         | Nzingha Stewart   | Damani Johnson                | 1,74 Mio.       |
| 96         | 4         | Stadt der Träume (4) | Sanctaury City: Part 4    | 21. Nov. 2017        | 25. Jan. 2019                         | Sheelin Choksey   | Ralph Gifford                 | 1,84 Mio.       |
| 97         | 5         | Stadt der Träume (5) | Sanctuary City: Part 5    | 28. Nov. 2017        | 1. Feb. 2019                          | Patrick Duffy     | Carson Moore                  | 2,37 Mio.       |
| 98         | 6         | Seilschaften (1)     | Conspiracy Theory: Part 1 | 5. Dez. 2017         | 1. Feb. 2019                          | Adam Belanoff     | Stacey K. Black               | 2,30 Mio.       |
| 99         | 7         | Seilschaften (2)     | Conspiracy Theory: Part 2 | 12. Dez. 2017        | 8. Feb. 2019                          | Anthony Hemingway | Michael Zara                  | 1,75 Mio.       |
| 100        | 8         | Seilschaften (3)     | Conspiracy Theory: Part 3 | 19. Dez. 2017        | 8. Feb. 2019                          | Stacey K. Black   | Mike Berchem                  | 2,44 Mio.       |
| 101        | 9         | Seilschaften (4)     | Conspiracy Theory: Part 4 | 19. Dez. 2017        | 15. Feb. 2019                         | Michael M. Robin  | Duppy Demetrius               | 2,33 Mio.       |
| 102        | 10        | Um jeden Preis (1)   | By Any Means: Part 1      | 26. Dez. 2017        | 15. Feb. 2019                         | David Harp        | Nick Zayas                    | 2,74 Mio.       |
| 103        | 11        | Um jeden Preis (2)   | By Any Means: Part 2      | 26. Dez. 2017        | 22. Feb. 2019                         | Rick Wallace      | Kendall Sherwood              | 2,44 Mio.       |
| 104        | 12        | Um jeden Preis (3)   | By Any Means: Part 3      | 2. Jan. 2018         | 22. Feb. 2019                         | Sheelin Choksey   | Damani Johnson & Carson Moore | 2,22 Mio.       |
| 105        | 13        | Um jeden Preis (4)   | By Any Means: Part 4      | 9. Jan. 2018         | 1. März 2019                          | James Duff        | Adam Belanoff & Ralph Gifford | 2,25 Mio.       |